# Santiago de Brum Carbajal
Santiago de Brun Carabajal (fallecido el 19 de diciembre de 1989) fue un abogado, dirigente deportivo y político uruguayo, perteneciente al Partido Colorado.
En la década de 1950 fue presidente del Club Nacional de Football.
En el ámbito político, en las legislaturas XXXIX y XL ocupó un escaño como senador suplente.
En 1968 ocupó interinamente la cartera de Industrias. En 1971, el presidente Jorge Pacheco Areco le encomendó el Ministerio del Interior.
Al fallecer se le tributaron honores de Ministro de Estado.